# Równina Kościańska
Równina Kościańska (315.83) – mezoregion fizycznogeograficzny w środkowo-zachodniej Polsce, stanowiący północną część Pojezierza Leszczyńskiego. Region graniczy od północy z Doliną Środkowej Obry, od północnego wschodu z Kotliną Śremską, od południa z Pojezierzem Krzywińskim, a od zachodu z Pojezierzem Sławskim. Nazwa regionu pochodzi od miasta Kościan.
Z morfologicznego punktu widzenia w zdecydowanej części jest to wysoczyzna morenowa płaska, w niewielkiej części falista. Region porozcinany jest dolinami rzecznymi o łagodnych brzegach. Niezbyt licznie występują tu moreny czołowe, pagórki kemowe, wały ozowe, wydmy i ostańce erozyjne, które urozmaicają krajobraz. Najwyższe ze wzniesień, znajduje się na południowy wschód od wsi Bronikowo i osiąga 126,6 m n.p.m.
Udział wód powierzchniowych jest niewielki i wynosi 0,3%. Do głównych cieków należą: Kanał Mosiński, Olszynka, Krzycki Rów i Samica. Na terenie mezoregionu brak jest naturalnych zbiorników wodnych, występują nieliczne stawy np. w okolicach wsi Manieczki.
Mezoregion ze względu na występowanie wysokojakościowych gleb ma typowo rolniczy charakter (82% powierzchni zajmują grunty rolne). Dobrze rozwinięty jest przemysł spożywczy. Na południe i zachód od Kościana prowadzi się wydobycie gazu ziemnego. 
Głównymi ośrodkami miejskimi regionu są Kościan, Śmigiel oraz Czempiń.